# 발리아
발리아(이탈리아어: Vaglia)는 이탈리아 토스카나주 피렌체현에 있는 코무네다. 피렌체로부터 북쪽 15km 거리에 있다.
이곳에는 메디치 가문의 프라톨리노 저택의 유적이 있는 곳이다.